# Symfonie nr. 8 (Brian)
Havergal Brian voltooide zijn Symfonie nr. 8 in bes mineur in mei 1949. Hij begon er aan, direct na de voltooiing van Symfonie nr. 7.
Hij was met deze symfonie bezig vanaf 25 januari 1949, aldus de Havergal Brain Society, die het werk van deze Brit onder de aandacht probeert te brengen. In 1971 schreef hij er nog een partij voor het orgel bij. Het bracht niet een verbetering, die het werk vaker op de lessenaar zou brengen. Het werk werd voor zover bekend nog nooit als werk tijdens een concert uitgevoerd. Alle tot nu bekende uitvoeringen betreffen uitvoeringen in geluidsstudio’s, voor radioprogramma’s (Maida Vale studio voor BBC) en Abbey Road Studios (voor EMI Group). Er zijn van dit werk twee opnamen bekend, een uit 1971 en een uit 1977. Het betreft een eendelige symfonie met de tempoaanduidingen:
 Moderato – Andante moderato sempre cantabile- Allegro moderato – Lento e molto teneramente – Passacaglia I – Passacaglia II.

## Orkestratie
Ook nu weer schreef Brian een uitgebreid symfonieorkest voor:
- 3 dwarsfluiten (III ook piccolo), 2 hobo’s, 1 althobo, 2 klarinetten, 1 basklarinet, 3 fagotten (III ook contrafagot)
- 4 hoorns, 3 trompetten, 3 trombones, 1 tuba, 1 eufonium
- percussie (kleine troms tot glockenspiel), harp, piano
- violen, altviolen, celli, contrabassen.

Symfonie nr. 1 "Gotische"  · 2 · 3 · 4 · 5 · 6 · 7 · 8 · 9 · 10 · 11 · 12 · 13 · 14 · 15 · 16 · 17 · 18 · 19 · 20 · 21 · 22 · 23 · 24 · 25 · 26 · 27 · 28 · 29 · 30 · 31 · 32